# Скарборо (Мэн)
Скарборо (англ. Scarborough) — город в округе Камберленд, в штате Мэн, США. По подсчетам бюро переписи населения в 2000 году население города составляло 16 970 человек. Скарборо расположен в 10 км к югу от Портленда, на берегу залива Мэн.

## География
Согласно бюро переписи населения США, общая площадь города — 143,3 км², из которых: 123,6 км² — земля и 19,7 км² (13,76 %) — вода.